# 克里沃加什塔尼市镇

克里沃加什塔尼市镇在北马其顿的位置

克里沃加什塔尼市镇，为北马其顿共和国中部的一个市镇。该市镇西临克鲁舍沃市镇，北邻多尔内尼市镇，东临普里萊普市鎮，南邻莫吉拉市鎮。总面积93.57 km²，总人口6150。行政中心位于克里沃加什塔尼村。该市镇为佩拉戈尼亚统计区的一部分。